# Theodor Binder

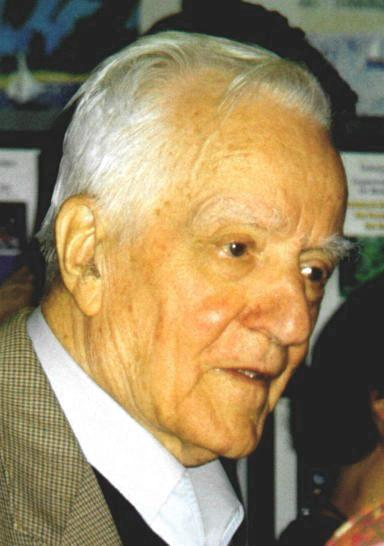
Theodor Binder (2001)

Theodor Binder (* 24. Juli 1919 in Lörrach; † 26. Juni 2011 in Schwoben) war ein deutscher Arzt. Er nahm sich schon als Junge vor, für südamerikanische Indianer etwas Ähnliches wie Albert Schweitzer im afrikanischen Lambarene aufzubauen.

## Leben und Werk
Theodor Binders Eltern waren mit Schweitzers bekannt und unterstützten deren Arbeit. Als Elfjähriger lernte Theodor Binder Albert Schweitzer bei einem Orgelkonzert kennen – sie wurden später enge Freunde (Zu Binders Freundeskreis gehörte darüber hinaus auch der Chirurg und Organist Ernst Kern.).
Schon als Schüler des humanistischen Hebel-Gymnasiums in Lörrach knüpfte Theodor Binder Beziehungen zu den Philosophen Ludwig Klages und Martin Heidegger. Er studierte Philosophie, Medizin und Ethnologie in Freiburg im Breisgau, Straßburg und Basel, wo er 1947 in Medizin promovierte, und lernte auch Orgel spielen. Nachdem seine Widerstandstätigkeit gegen das nationalsozialistische Regime entdeckt worden war, flüchtete er in die Schweiz.
1948 wanderte er mit Frau und Sohn nach Peru aus. Zunächst arbeitete er als Regierungsarzt im Berg-Urwald und später als Lagerarzt in einem Ölcamp im Amazonasgebiet, anschließend am Universitätshospital in Lima. Nach acht Jahren verließ er die Wohlhabenden, eröffnete in Pucallpa im Amazonas-Urwald eine Praxis für Arme und Indianer und begann mit dem Aufbau eines Krankenhauses, das nach einem Besuch bei seinem Freund in Lambarene mit dessen Einverständnis als Hospital Amazónico Albert Schweitzer eröffnet wurde. Gemeinsam mit den Indianern baute er Viehzucht-Kooperativen auf.
1965 berichtete „Der Spiegel“ über Unregelmäßigkeiten im Zusammenhang mit der Arbeit Binders in Peru, die dazu geführt hatten, dass ihm renommierte Institutionen (u. a. Stiftung Volkswagenwerk und Misereor) die weitere finanzielle Unterstützung versagten. 1966 distanzierte sich der Spiegel – insbesondere aufgrund einer Entscheidung des Obersten Gerichtshofes in Lima vom November 1965 – von seinem damaligen Artikel.
In den 1970er Jahren musste Binder Peru aus politischen Gründen verlassen. In Mexiko und Paraguay gründete er weitere „Albert Schweitzer“-Projekte. 1973 erhielt er den Humanitären Preis der deutschen Freimaurer. 1975 wurde ihm zusammen mit Mutter Teresa in den USA der Internationale Albert Schweitzer Preis für Medizin verliehen. 1977 ehrte ihn der Hebelbund Lörrach mit dem „Hebeldank“.
1987 musste yatun papa (Vater von allen), wie Binder von Indianern genannt wird, aus gesundheitlichen Gründen nach Europa zurückkehren. In Lörrach eröffnete er 1988 eine Praxis für biologische Medizin. Seine Indianerhilfe Dr. Binder arbeitet in verschiedenen Ländern weiter, unterhält ein eigenes Ambulatorium in Asunción, Paraguay, wo den Armen kostenlose medizinische Hilfe gewährt wird. Die Organisation ist auch im Tropenwaldschutz aktiv und unterhält ein eigenes Reservat von 18.357 ha. In Peru sind viele Projekte initiiert worden und aktiv. So werden seit Jahren Ausbildungsstipendien z. B. an Medizinstudenten und auszubildenden Krankenschwestern vergeben, die vorrangig aus den indigenen Populationen stammen, sowie Agrar- und Wasserprojekte durchgeführt.
Binder lebte mit seiner Frau Carmen seit 1988 abwechselnd in seinem Geburtsort Lörrach und im elsässischen Schwoben, wo er am 26. Juni 2011 in seinem Haus fast 92-jährig verstarb.